# Morocelí (ort)
Morocelí är en ort i Honduras.   Den ligger i departementet El Paraíso, i den centrala delen av landet, 40 km öster om huvudstaden Tegucigalpa. Morocelí ligger 625 meter över havet och antalet invånare är 2 984.
Terrängen runt Morocelí är varierad. Runt Morocelí är det ganska tätbefolkat, med 83 invånare per kvadratkilometer. Närmaste större samhälle är Villa de San Francisco, 12,1 km nordväst om Morocelí. Omgivningarna runt Morocelí är en mosaik av jordbruksmark och naturlig växtlighet.